# Pilar de Eliseg
El Pilar de Eliseg, también conocido como Croes Elisedd en galés, es una columna de cuatro metros de altura, situado cerca de la abadía de Valle Crucis, en el condado galés de Denbighshire. Fue erigido por el rey de Powys, Cyngen ap Cadell (muerto en 855), en honor de su bisabuelo Elisedd ap Gwylog. La forma Eliseg que tiene el pilar, se cree que fue un error del grabador de la inscripción.
La inscripción latina no solo cita diversos individuos mencionados en la Historia Britonum, sino que la complementa. La transcripción más generalmente aceptada, una de las más largas de la época previkinga del galés dice así:
- † Concenn hijo de Catell, Catell hijo de Brochmail, Brochmail hijo de Eliseg, Eliseg hijo de Guoillauc.
- † y que Concenn, bisnieto de Eliseg, erigió esta piedra para su bisabuelo Eliseg.
- † El mismo Eliseg, que reunió la herencia de Powys. . . a lo largo de nueve (años?) del poder de los  Ingleses con su espada y el fuego.
- † Quien lea esta piedra grabada a mano, que bendiga el alma de Eliseg.
- † Éste es aquel Concenn que capturó con sus manos mil cien acres [4.5 km²] que eran de su reino de Powys ..y que ... la montaña

[la columna está rota aquí. Una línea, o diversas, perdidas]
- . . . la monarquía . . . Máximo . . . de Bretaña. . . Concenn, Pascent, Maun, Annan.
- † Britufill de Vortigern, a quien los germanos bendijeron, y a quien le dio a luz la infanta Sevira, hija de Máximo el rey, que mató al rey de los romanos
- † Conmarch pintó este texto a petición del rey Concenn.
- † La bendición del Señor sea sobre Concenn y sobre tota su casa, y sobre la entera región de Powys hasta al Día del Juicio.

El Pilar fue derribado  por los Roundheads, durante la Guerra Civil Inglesa (1642-1646), y la tumba que había s sus pies fue profanada. Edward Lhuyd examinó la escultura y copió su inscripción en 1696. La parte inferior de la columna desapareció, pero el extremo superior fue re-erigido en  1779. La inscripción es ilegible en  la actualidad.